# Vùng nhận dạng phòng không
Vùng nhận dạng phòng không (tiếng Anh: air defense identification zone, viết tắt là : ADIZ) là vùng bầu trời do một quốc gia hoặc vùng lãnh thổ tự ấn định ra và bắt buộc mọi máy bay dân sự xâm nhập vùng này phải nhận dạng, xác định vị trí và chịu sự kiểm soát của quốc gia, vùng lãnh thổ đó. Vùng nhận dạng phòng không không đồng nghĩa với  không phận mà là khu vực song hành với an ninh quốc phòng.
Các máy bay bay ngang vùng nhận dạng của một quốc gia và vùng lãnh thổ phải tuân thủ các yêu cầu chung,chẳng hạn như các máy bay khi vào ADIZ đều phải nộp trước lộ trình bay; thiết lập liên lạc hai chiều đối đáp trong thời gian sớm nhất và chính xác nhất với nước quản lý ADIZ; thông báo vị trí, lắp thiết bị nhận dạng radar thứ cấp, tuân thủ hành lang bay mà nước đó quy định và khi bay qua các điểm báo cáo, bắt buộc đều phải báo cáo với cơ quan đang quản lý ADIZ.
Nếu máy bay nào không tuân thủ các yêu cầu của quốc gia đặt ra vùng nhận dạng thì có thể chịu sự can thiệp của máy bay quân sự của nước lập ra ADIZ yêu cầu nhận dạng và buộc phải rời khỏi khu vực này ngay lập tức và những biện pháp khác nếu cần thiết.

## Lịch sử
Khái niệm Vùng nhận dạng phòng không là sản phẩm của Chiến tranh Lạnh: vào thập niên 1950, Hoa Kỳ công bố vùng nhận dạng phòng không đầu tiên nhằm giảm rủi ro của một cuộc tấn công bất ngờ từ Liên Xô. Ngày nay, Hoa Kỳ có năm vùng (Bờ Đông, Bờ Tây, Alaska, Hawaii, và Guam) và có hai vùng chung với Canada bao phủ phần lớn Bắc Mỹ châu. Những nước khác có ADIZ bao gồm Ấn Độ, Nhật Bản, Na Uy, Pakistan, Hàn Quốc, Đài Loan, và Vương quốc Anh.

## Bắc Mỹ
Bắc Mỹ bao gồm Canada, Hoa Kỳ và México. Hiện tại, không có thông tin cụ thể về việc có vùng nhận dạng phòng không riêng cho Bắc Mỹ. Tuy nhiên, cả Canada và Hoa Kỳ đều có các khu vực cấm bay như vùng nước biển xung quanh những địa điểm quan trọng, như cơ sở quân sự, các sân bay quan trọng và khu vực giới hạn về không gian hàng không. Mọi quy định và thông tin cụ thể về vùng nhận dạng phòng không trong khu vực này nên được tham khảo từ các cơ quan quản lý hàng không tại từng quốc gia.

## Nhật Bản

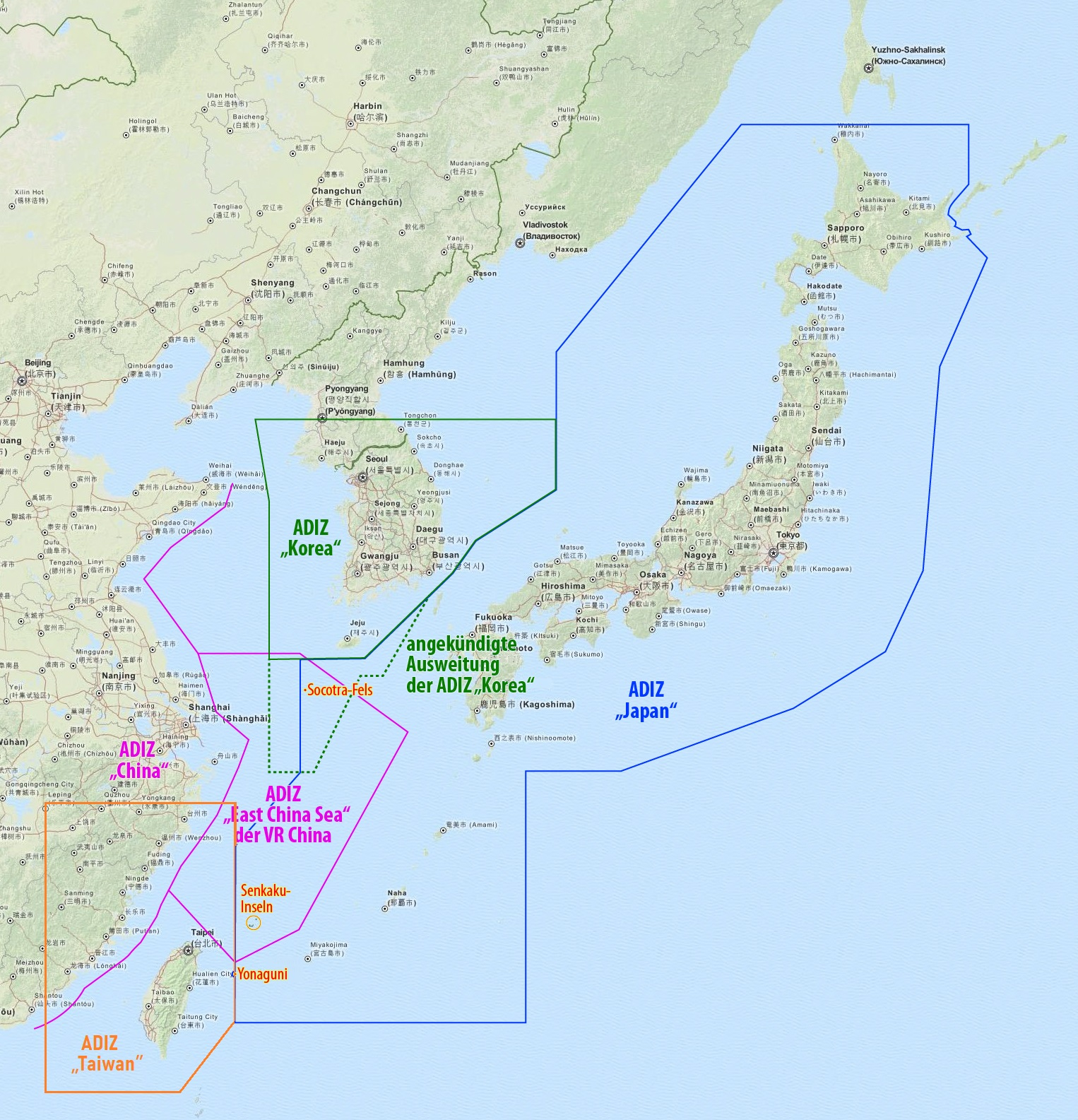
Ba vùng phòng không chồng lấn lên nhau ở Đông Á: Nhật Bản (xanh lam), Hàn Quốc (xanh lục) và Trung Quốc (hồng)

Vùng ADIZ của phía Nhật đưa ra bao trùm hầu hết vùng đặc quyền kinh tế của họ. Ranh giới phía Đông của nó được quân đội Mỹ thiết lập sau Chiến tranh thế giới thứ 2 ở 123° kinh độ đông. Ngày 25 tháng 6 năm 2010 Nhật Bản mở rộng vùng ADIZ xung quanh đảo đảo Yonaguni 22 km về phía tây của đảo này. Do đó nó chồng lấn với ADIZ của Trung Hoa Dân quốc (ROC) và chính phủ ROC bày tỏ sự "đáng tiếc" về hành động của Nhật Bản. Về bờ biển đất liền của Trung Quốc, ADIZ của Nhật cách điểm gần nhất là 130 km.

Trung Quốc và Nga không công nhận vùng ADIZ của Nhật Bản.

## Trung Quốc
Vùng nhận dạng phòng không của Trung Quốc ở biển Hoa Đông được Bộ quốc phòng Cộng hòa nhân dân Trung Hoa xác lập trên bầu trời biển Hoa Đông và công bố vào ngày 23 tháng 11 năm 2013, bao trùm lên cả quần đảo Senkaku mà Trung Quốc tuyên bố có tranh chấp chủ quyền với Nhật Bản và không phận của Hàn Quốc.

Một bài nhận định của ban biên tập tờ the Washington Post cho rằng, Trung Quốc phải hủy bỏ vùng nhận dạng phòng không trên những vùng đất còn đang tranh cãi, bởi vì vài năm trước, các lãnh tụ của nước này đã cam đoan một lần nữa với thế giới, là một nước đang trở thành siêu cường về kinh tế, không có nghĩa là Trung quốc cũng sẽ biểu dương sức mạnh quân sự của mình. Bất thình lình lập nên một giới hạn về hàng không trong một lãnh thổ rộng lớn như vậy thì không phải là sự trỗi dậy của một thế lực yêu chuộng hòa bình, cũng không cho thấy dấu hiệu chịu dàn xếp.

Bộ Giao thông Đại Hàn dân quốc nói các hãng hàng không của họ sẽ không công nhận vùng ADIZ của Trung Quốc. Phía Nhật Bản cũng tuyên bố tương tự.